# توماس مان (ممثل)
توماس مان (بالإنجليزية: Thomas Mann)‏ هو ممثل أمريكي من مواليد 27 سبتمبر 1991. هو معروف بأدوراه في أفلام المشروع إكس (2012) ومخلوقات جميلة (2013) وأنا وإيرل والفتاة المحتضرة (2015).

## أعماله

### فيلم
| السنة | العمل                        | بالإنجليزية                      | الدور                |
| ----- | ---------------------------- | -------------------------------- | -------------------- |
| 2010  | إنها قصة مضحكة نوعاً ما       | It's Kind of a Funny Story       | آرون                 |
| 2012  | المشروع إكس                  | Project X                        | توماس                |
| 2012  | حجم مضحك                     | Fun Size                         | روزفلت ليرو          |
| 2013  | هانسيل وغريتيل:صائدي الساحرة | Hansel and Gretel: Witch Hunters | بن                   |
| 2013  | مخلوقات جميلةة               | Beautiful Creatures              | ويسلي "لينك" لينكولن |
| 2013  | رائع بقدري أنا               | As Cool as I Am                  | كيني                 |
| 2014  | مرحبا بكم في                 | Welcome to Me                    | راينر يبارا          |
| 2015  | أنا وإيرل والفتاة المحتضرة   | Me & Earl & the Dying Girl       | غريغ غينس            |
| 2015  | تجربة سجن ستانفورد           | The Stanford Prison Experiment   | سجين 416             |
| 2015  | بالكاد قاتلة                 | Barely Lethal                    | روجر ماركوس          |
| 2015  | وصلة البربي                  | Welcome to Me                    | توبياس هامل          |
| 2017  | أميتيفيل: الصحوة             | Amityville: The Awakening        | تيرنس                |